# رونی هبستریت
رونی هبستریت (انگلیسی: Ronny Hebestreit؛ زادهٔ ۹ ژانویهٔ ۱۹۷۵) بازیکن فوتبال اهل آلمان است.
از باشگاه‌هایی که در آن بازی کرده‌است می‌توان به باشگاه فوتبال بایرن مونیخ ۲، باشگاه فوتبال بایرن مونیخ، باشگاه فوتبال هالشر، و باشگاه فوتبال قوت-وایس ارفورت اشاره کرد.